# Gérard Dagon
Gérard Dagon (4 avril 1936, Strasbourg - 22 mai 2011, Gandrange) est un pasteur chrétien protestant puis baptiste indépendant, enseignant, essayiste et auteur, éditeur et critique des mouvements sectaires dans une optique chrétienne. 

## Biographie
Dagon naît en 1936 à Strasbourg. Il obtient une maîtrise en théologie protestante de l'Université de Strasbourg.

### Ministère
Il devient pasteur de l'Église protestante réformée d'Alsace et de Lorraine (EPRAL) en 1959, qu'il quitte en 1984 en raison de divergences théologiques. Puis, il dirige l'Union des Églises évangéliques Chrischona (Chrischona International). Il participe à la création de l’annuaire évangélique, puis devient président de la Fédération évangélique de France en 1991 pendant quelques années. En 1998, il fonde, avec d'autres dont le pasteur suisse et ancien membre de l'Association de Défense de la Famille et de l'Individu Suisse Paul Ranc, l'association Vigi-sectes dont le but est de lutter contre les sectes dans une perspective évangélique. Il publie des livres sur les mouvements protestants et sur les groupes chrétiens qu'il considère comme sectaires du fait de leurs supposées erreurs bibliques, ainsi qu'une encyclopédie sur le christianisme. Il établit une liste de 150 personnes qui ont clamé être le Messie depuis le Ier siècle. À la fin de son ministère, il devient pasteur d'une église baptiste indépendante en Moselle.

## Réception
En 1998, le pasteur de l'Église réformée d'Alsace et de Lorraine Sylvain Dujancourt a accusé Dagon d'utiliser son combat anti-sectes pour attirer de nouvelles personnes dans son église.
En 2003, Émile Poulat le qualifie de « pionnier » en ce qui concerne les questions religieuses. 
En 2005, l'historien spécialisé dans l'étude du protestantisme évangélique Sébastien Fath considère Dagon comme une figure clé du protestantisme évangélique français.